# 奧蘭治本德 (佛羅里達州)
奧蘭治本德（英語：Orange Bend）是位於美國佛羅里達州萊克縣的一個非建制地區。該地的面積和人口皆未知。

## 地理
奧蘭治本德的座標為28°51′39″N 81°47′56″W / 28.86083°N 81.79889°W，而該地的平均海拔高度為27米（即89英尺）。